# Les Trois Glorieuses (Fest)

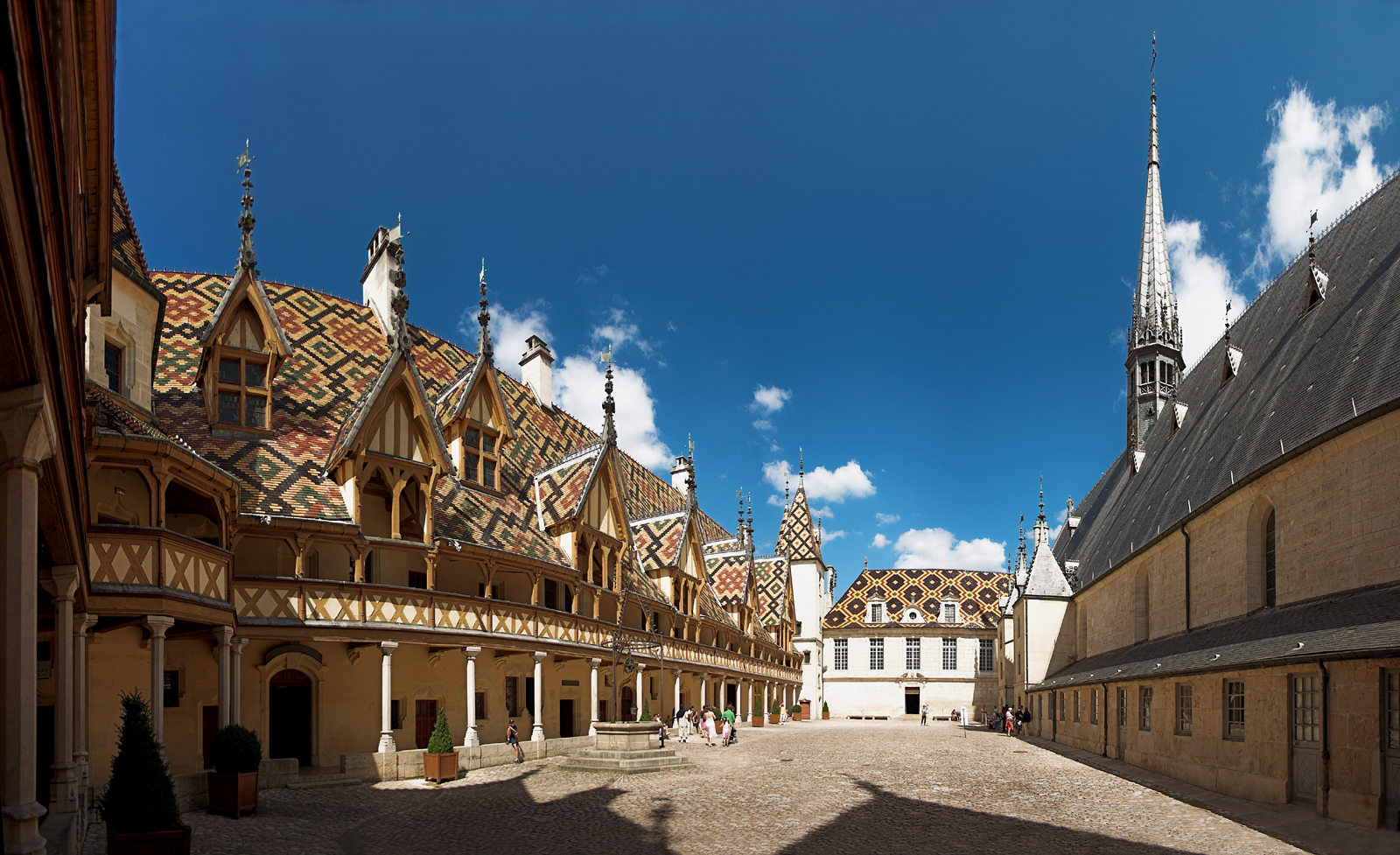
Das Hôtel-Dieu de Beaune, in dem die Versteigerung und das Galadiner stattfinden

Das Fest „Les Trois Glorieuses“ (deutsch „die ruhmreichen Drei“) findet jährlich am dritten Novemberwochenende zum Ende der Weinernte im Burgund statt. Die Hauptveranstaltungen, die von den burgundischen Bruderschaften organisiert werden, finden auf Schloss Clos de Vougeot, dem Weingut Château de Meursault in Meursault sowie in der Stadt Beaune statt.
In der Innenstadt von Beaune werden an allen drei Tagen (Samstag bis Montag) regionale und hochwertige Verköstigungen für das internationale Publikum von den größeren Familienweingütern und Weinhändlern an ihren Ständen angeboten.
Am Samstagabend ab 18.30 Uhr beginnt auf Château Clos de Vougeot die Inthronisierung der neu erwählten Chevaliers du Tastevin. Anschließend beginnt das Diner de Gala (Galadiner) (Gourmet-Küche) mit 600 geladenen internationalen Gästen. Hier ist Abendgarderobe vorgeschrieben.
Am Sonntagnachmittag ist in dem aus dem 15. Jahrhundert stammenden Hospices de Beaune die jährliche Weinversteigerung durch das Pariser Auktionshaus Christie’s. Die Versteigerung der Jungweine im l'Hostel-Dieu ist eine Wohltätigkeitsverkauf. Die Spenden gehen von den Hospices de Beaune ausgewählten Organisationen. 2022 wurde ein Gesamterlös von ca. 29 Millionen Euro erzielt. Ab 20 Uhr mit ca. 420 geladenen internationalen Gästen findet ebenfalls wieder ein Bankett bei Kerzenlicht in den alten Basteien des Hôtel-Dieu statt. Festliche Kleidung ist hier vorgegeben. Die Veranstaltung endet um Mitternacht.
Die Abschlussveranstaltung am dritten Tag – die Paulée de Meursault – findet auf Schloss Meursault statt.